# Zuffa
Zuffa, LLC (/ˈzuːfə/) — американская компания по продвижению спорта, специализирующаяся на смешанных единоборствах. Он был основан в январе 2001 года в Лас-Вегасе, штат Невада, руководителями Station Casino Фрэнком Фертиттой III и Лоренцо Фертиттой, чтобы стать материнской организацией UFC после того, как они купили его у Semaphore Entertainment Group. Слово «Zuffa» — итальянское слово (произносится (ˈdzuffa, ˈts-]), означающее «борьба». 11 июля 2016 года Zuffa объявила, что она будет приобретена группой, возглавляемой WME-IMG, в которую входят Silver Lake Partners, Kohlberg Kravis Roberts и MSD Capital по цене 4,025 миллиарда долларов.
В апреле 2023 г. компания Endeavor Group Holdings объявила о слиянии UFC с рестлинг-промоушеном WWE с образованием новой публичной компании TKO Group Holdings, контрольный пакет акций которой будет принадлежать Endeavor, а Винс Макмэн станет исполнительным председателем совета директоров новой компании. Слияние было завершено 12 сентября 2023 года.

## История создания
ZUFFA была основана в 2001 году, когда владельцы казино в Лас-Вегасе, братья Фертитта, выкупили UFC у Semaphore Entertainment Group. Владельцами Zuffa являются Лорензо (40,5 %) и Фрэнк Фертитта (40,5 %), а также в меньшей степени группа из ОАЭ Flash Entertainment (выкупила 10 % в январе 2010 года) и Дейна Уайт (9 %).

## Продажа компании Endeavor
11 мая 2016 года Даррен Ровелл из ESPN сообщил, что Goldman Sachs помогал Zuffa организовать продажу контрольного пакета акций одному из четырёх участников торгов по предполагаемой цене от 3,5 до 4 миллиардов долларов. Сразу после того, как Ровелл сообщил об этом, президент UFC Дана Уайт пошел на Шоу Дэна Патрика и отрицал, что UFC был выставлен на продажу, утверждая, что Zuffa был больше сосредоточен на «работе над сделками и нашей экспансии по всему миру», чем на продаже промоушена. Однако Уайт далее добавил бы, что Zuffa будет прислушиваться к предложениям, если они достигнут заявленных 4 миллиардов долларов. Несмотря на отрицание Уайтом потенциальной продажи, Дэйв Мельцер из SB Nation’s mmafighting.com месяц спустя сообщалось, что продажа UFC неизбежна, поскольку Zuffa получил две заявки в диапазоне от 3,9 до 4,2 миллиарда долларов как от «WME-IMG», «the events», так и от «China Media Capital».
Наконец, 11 июля, после нескольких месяцев спекуляций, UFC опубликовали заявление, подтверждающее, что Zuffa продала свой контрольный пакет акций группе владельцев, возглавляемой WME-IMG, за 4,2 миллиарда долларов. Даррен Ровелл из ESPN и Бретт Окамото продолжат сообщать, что, несмотря на продажу «WME-IMG», Дана Уайт останется президентом UFC и «получит долю в новом бизнесе». Они также добавили бы, что базирующаяся в Абу-Даби компания «Flash Entertainment» по-прежнему сохранит свою 10-процентную долю в компании. В 2017 году «WME-IMG» реорганизовалась в Endeavor. 29 апреля 2021 года Endeavor провела первичное публичное размещение акций (IPO) и стала публичной компанией, котирующейся на Нью-Йоркской фондовой бирже. Впоследствии Endeavor использовала часть доходов от IPO для выкупа других акционеров Zuffa на сумму 1,7 миллиарда долларов, что сделало Zuffa полностью- принадлежащая компания Endeavor.

## Правила
Действующие правила, используемые в UFC, были впервые установлены Спортивным контрольным советом Нью-Джерси в 2000 году в консультации с UFC и другими промоушенами MMA в США. Первым турниром UFC по новым правилам стал UFC 28, который состоялся до прихода к власти Zuffa. С тех пор Единые правила смешанных единоборств в Нью-Джерси были установлены по всей стране другими спортивными комиссиями штатов, включая Неваду и Калифорнию. Однако UFC поддерживает тесные связи с комиссиями штата, особенно с Атлетической комиссией штата Невада, бывшим членом правления которого является Лоренцо Фертитта.